# Червено (Италия)
Червѐно (на италиански: Cerveno, на източноломбардски: Hervé, Херве) е село и община в Северна Италия, провинция Бреша, регион Ломбардия. Разположено е на 500 m надморска височина. Населението на общината е 652 души (към 2013 г.).